# Liste von Jugendspielern des VfL Wolfsburg
Die Liste von Jugendspielern des VfL Wolfsburg umfasst Fußballspieler, die seit der Vereinsgründung 1945 Mitglied in den Jugendmannschaften des VfL Wolfsburg waren. Dies umfasst auch Spieler vor Gründung des Nachwuchsleistungszentrums durch das Unternehmen VfL Wolfsburg GmbH 2007.

## Spieler
- Name: Nennt den Namen des Spielers.
- Nat.: Nennt die Nationalität unter der der Spieler bspw. bei der FIFA geführt wird (bei zwischenzeitlichen Nationenwechseln/Verbandswechseln immer die letzte angeben).
- Position: Nennt die Position des Spielers, die er vorrangig gespielt hat ohne Spezialisierungen wie Innen-, Außen- etc., da diese vor allem im Jugendbereich öfters wechseln.
- Altersklassen: Nennt die Altersklassen, in denen der Spieler im Verein angehört hat sowie die zugehörigen Zeiträume sofern bekannt.
- Erreichte Titel: Nennt eventuelle gewonnene Jugendtitel wie Meisterschaften, Pokalsiege, Youth League etc.
- Wechsel zu: Nennt die erste Station nach dem Verlassen des Nachwuchsbereiches des Vereins.

Hinweis: Aufgenommen werden nur Spieler, die durch ihre spätere Laufbahn unsere Relevanzkriterien erfüllen. Sortiert sind die Spieler standardmäßig alphabetisch. U23-Spieler (z. B. 2. Mannschaft) werden nicht aufgenommen, da diese Ebene nicht offiziell als Jugendmannschaft zählt.
| Spieler                   | Nat.                         | Position          | Vorverein                   | Altersklassen                                                     | Erreichte Titel                   | Wechsel zu                  | TM.de |
| ------------------------- | ---------------------------- | ----------------- | --------------------------- | ----------------------------------------------------------------- | --------------------------------- | --------------------------- | ----- |
| Albion Avdijaj            | Albanien                     | Stürmer           | Grasshopper Club Zürich U21 | 01/2012–06/2013: U19                                              | Deutscher A-Junioren-Meister 2013 | Grasshopper Club Zürich U21 |       |
| Maximilian Ahlschwede     | Deutschland                  | Abwehrspieler     | VfB Lübeck                  | 07/2006–12/2007: U17 01/2007–10/2009: U19                         |                                   | VfL Wolfsburg II            |       |
| Maximilian Arnold         | Deutschland                  | Mittelfeldspieler | Dynamo Dresden              | 07/2009–12/2010: U17 01/2011–10/2011: U19                         | Deutscher A-Junioren-Meister 2011 | VfL Wolfsburg               |       |
| Aaron Berzel              | Deutschland                  | Abwehrspieler     | TSG 1899 Hoffenheim         | 07/2009–07/2011: U19                                              | Deutscher A-Junioren-Meister 2011 | Holstein Kiel               |       |
| Sven Boy                  | Deutschland                  | Abwehrspieler     | FC Schöningen 08            | –07/1994: U19                                                     |                                   | VfL Wolfsburg II            |       |
| Julian Brandt             | Deutschland                  | Stürmer           | FC Oberneuland              | 07/2011–07/2012: U17 07/2012–07/2014: U19                         | Deutscher A-Junioren-Meister 2013 | Bayer 04 Leverkusen         |       |
| Kerem Bülbül              | Deutschland                  | Mittelfeldspieler | Hertha Zehlendorf           | 07/2011–07/2012: U17 07/2012–07/2014: U19                         |                                   | Sivasspor                   |       |
| Süleyman Çelikyurt        | Turkei                       | Mittelfeldspieler | VfR Osterode 08             | 07/2005–07/2006: U17 07/2006–07/2008: U19                         |                                   | VfL Wolfsburg II            |       |
| Tolcay Ciğerci            | Turkei                       | Mittelfeldspieler | VfB Peine                   | 07/2010–07/2012: U17 07/2012–07/2014: U19                         |                                   | Hamburger SV II             |       |
| Tolga Ciğerci             | Turkei                       | Mittelfeldspieler | Arminia Vöhrum              | 07/2005–07/2007: Jugend 07/2007–07/2009: U17 07/2009–07/2010: U19 | Deutscher A-Junioren-Meister 2011 | VfL Wolfsburg               |       |
| Orkan Çınar               | Turkei                       | Mittelfeldspieler | Tennis Borussia Berlin      | 07/2011–07/2013: U17 07/2013–07/2014: U19                         |                                   | SpVgg Greuther Fürth        |       |
| Amara Condé               | Deutschland                  | Mittelfeldspieler | Bayer 04 Leverkusen         | 07/2012–07/2014: U17 07/2014–07/2016: U19                         |                                   | VfL Wolfsburg               |       |
| Miloš Đorđević            | Serbien                      | Mittelfeldspieler | FK Partizan Belgrad         | 07/2008–07/2009: U19                                              |                                   | Sloga Kraljevo              |       |
| Patrick Drewes            | Deutschland                  | Torwart           | TuS Heidkrug                | 07/2008–07/2010: U17 07/2010–07/2012: U19                         | Deutscher A-Junioren-Meister 2011 | VfL Wolfsburg II            |       |
| Sergej Evljuskin          | Kirgisistan                  | Mittelfeldspieler | Braunschweiger SC           | 07/2003–07/2005: U17 07/2005–07/2007: U19                         |                                   | VfL Wolfsburg II            |       |
| Karsten Fischer           | Deutschland                  | Mittelfeldspieler | SpVg Aurich                 | 07/2001–07/2003: U19                                              |                                   | VfL Wolfsburg II            |       |
| André Fomitschow          | Deutschland                  | Mittelfeldspieler | FC Brome                    | 07/2003–07/2005: Jugend 07/2005–07/2007: U17 07/2007–07/2009: U19 |                                   | VfL Wolfsburg II            |       |
| Sebastian Ghasemi-Nobakht | Deutschland                  | Stürmer           | SVG Göttingen 07            | 07/2001–07/2002: U17 07/2002–07/2004: U19                         |                                   | VfL Wolfsburg II            |       |
| Akaki Gogia               | Deutschland                  | Mittelfeldspieler | Hannover 96                 | 07/2004–07/2007: Jugend 07/2007–07/2009: U17 07/2009–07/2010: U19 | Deutscher A-Junioren-Meister 2011 | VfL Wolfsburg II            |       |
| Nico Granatowski          | Deutschland                  | Mittelfeldspieler | Braunschweiger SC           | 07/2005–07/2008: U17 07/2008–07/2010: U19                         |                                   | VfL Wolfsburg II            |       |
| Andaç Güleryüz            | Turkei                       | Stürmer           | Hertha Zehlendorf           | 07/2010–07/2012: U19                                              | Deutscher A-Junioren-Meister 2011 | VfL Wolfsburg II            |       |
| Michael Habryka           | Deutschland                  | Abwehrspieler     | Hannover 96                 | 07/2000–07/2001: U19                                              |                                   | VfL Wolfsburg II            |       |
| Florian Hartherz          | Deutschland                  | Abwehrspieler     | Eintracht Frankfurt         | 07/2009–07/2010: U17 07/2010–07/2011: U19                         | Deutscher A-Junioren-Meister 2011 | VfL Wolfsburg II            |       |
| Jannes Horn               | Deutschland                  | Abwehrspieler     | Rot-Weiß Braunschweig       | 07/2008–07/2012: Jugend 07/2012–07/2014: U17 07/2014–07/2016: U19 |                                   | VfL Wolfsburg               |       |
| Luca Itter                | Deutschland                  | Abwehrspieler     | Eintracht Frankfurt         | 07/2015–07/2016: U17 07/2016–07/2017: U19                         |                                   | VfL Wolfsburg               |       |
| Sergej Karimow            | Kasachstan                   | Abwehrspieler     | SV Velstove                 | 07/2000–07/2001: Jugend 07/2001–07/2003: U17 07/2003–07/2005: U19 |                                   | VfL Wolfsburg II            |       |
| Carl Klaus                | Deutschland                  | Torwart           | VfB Stuttgart               | 07/2012–07/2013: U19                                              | Deutscher A-Junioren-Meister 2013 | VfL Wolfsburg II            |       |
| Marvin Kleihs             | Deutschland                  | Abwehrspieler     | TuS Schwarz-Weiß Bismark    | 07/2006–07/2010: Jugend 07/2019–07/2011: U17 07/2011–07/2013: U19 | Deutscher A-Junioren-Meister 2013 | VfL Wolfsburg II            |       |
| Robin Knoche              | Deutschland                  | Mittelfeldspieler | SV Olympia '92 Braunschweig | 07/2005–07/2007: Jugend 07/2007–07/2009: U17 07/2009–07/2011: U19 | Deutscher A-Junioren-Meister 2011 | VfL Wolfsburg               |       |
| Oliver Kragl              | Deutschland                  | Mittelfeldspieler | TV Jahn Wolfsburg           | –07/2007: U17 07/2007–07/2009: U19                                |                                   | Eintracht Braunschweig II   |       |
| Christopher Lamprecht     | Deutschland                  | Abwehrspieler     | 1. FC Lok Stendal           | 07/1999–07/2004: U19                                              |                                   | VfL Wolfsburg II            |       |
| Pierre-Michel Lasogga     | Deutschland                  | Stürmer           | SG Wattenscheid 09          | 01/2008–07/2008: U18 07/2008–07/2009: U19                         |                                   | Bayer 04 Leverkusen U19     |       |
| Stefan Lorenz             | Deutschland                  | Abwehrspieler     | BFC Dynamo                  | 07/1998–07/2000: U19                                              |                                   | VfL Wolfsburg II            |       |
| Kevin Maek                | Deutschland                  | Abwehrspieler     | Tennis Borussia Berlin      | 07/2006–07/2007: U19                                              |                                   | VfL Wolfsburg II            |       |
| Exaucé Mayombo            | Deutschland                  | Stürmer           | Tasmania Gropiusstadt       | 07/2006–07/2007: U17 01/2007–07/2008: U19                         |                                   | Tennis Borussia Berlin U19  |       |
| Cédric Makiadi            | Kongo Demokratische Republik | Mittelfeldspieler | VfB Lübeck                  | 07/2002–07/2003: U19                                              |                                   | VfL Wolfsburg II            |       |
| Orrin McKinze Gaines II   | Vereinigte Staaten           | Stürmer           | Lonestar SC                 | 01/2016–07/2017: U19                                              |                                   | SV Darmstadt 98             |       |
| Philipp Müller            | Deutschland                  | Mittelfeldspieler | Hamburger SV                | 07/2012–07/2014: U19                                              | Deutscher A-Junioren-Meister 2013 | Hamburger SV                |       |
| Emre Öztürk               | Turkei                       | Stürmer           | SV Waldhof Mannheim         | 07/2003–07/2005: U19                                              |                                   | VfL Wolfsburg II            |       |
| Federico Palacios         | Deutschland                  | Stürmer           | SC Langenhagen              | 07/2009–07/2010: Jugend 07/2010–07/2012: U17 07/2012–01/2014: U19 | Deutscher A-Junioren-Meister 2013 | RB Leipzig                  |       |
| Park Jung-bin             | Korea Sud                    | Torwart           | Jeonnam Dragons             | 07/2010–07/2011: U17 01/2011–07/2012: U19                         |                                   | VfL Wolfsburg II            |       |
| Patrick Platins           | Deutschland                  | Torwart           | FV Rot-Weiß Weiler          | 07/2000–07/2002: U19                                              |                                   | VfL Wolfsburg               |       |
| Sebastian Polter          | Deutschland                  | Stürmer           | Eintracht Braunschweig      | 07/2007–12/2007: U17 01/2008–07/2008: U19                         |                                   | VfL Wolfsburg II            |       |
| Leandro Putaro            | Deutschland                  | Stürmer           | Hannover 96                 | 07/2010–12/2012: Jugend 07/2012–12/2014: U17 01/2014–07/2016: U19 |                                   | VfL Wolfsburg               |       |
| Daniel Reiche             | Deutschland                  | Abwehrspieler     | FC Wenden                   | 07/2003–07/2004: U17 07/2004–07/2006: U19                         |                                   | VfL Wolfsburg II            |       |
| Bastian Reinhardt         | Deutschland                  | Abwehrspieler     | Grabower FC                 | 07/1992–07/1994: U19                                              |                                   | VfL 93 Hamburg              |       |
| Maximilian Rossmann       | Deutschland                  | Abwehrspieler     | Leu Braunschweig            | 07/2008–07/2010: Jugend 07/2010–07/2012: U17 07/2012–07/2014: U19 |                                   | VfL Wolfsburg II            |       |
| Maximilian Sauer          | Deutschland                  | Abwehrspieler     | Fortuna Lebenstedt          | 07/2009–07/2010: Jugend 07/2010–07/2011: U17 07/2011–07/2013: U19 |                                   | KSV Hessen Kassel           |       |
| Paul Seguin               | Deutschland                  | Mittelfeldspieler | 1. FC Lok Stendal           | 07/2007–07/2011: Jugend 07/2011–07/2012: U17 07/2012–07/2014: U19 | Deutscher A-Junioren-Meister 2013 | VfL Wolfsburg               |       |
| Djelaludin Sharityar      | Afghanistan                  | Abwehrspieler     | FC Öhningen am Bodensee     | –07/1998: U17 07/1998–07/2001: U19                                |                                   | FC Kreuzlingen              |       |
| Kevin Scheidhauer         | Deutschland                  | Stürmer           | 1. FC Lokomotive Leipzig    | 07/2008–07/2009: U17 07/2009–07/2011: U19                         | Deutscher A-Junioren-Meister 2011 | VfL Wolfsburg II            |       |
| Kevin Schulze             | Deutschland                  | Abwehrspieler     | FC Germania Parsau          | 07/2005–07/2007: Jugend 07/2007–07/2009: U17 07/2009–07/2011: U19 | Deutscher A-Junioren-Meister 2011 | VfL Wolfsburg II            |       |
| Michael Schulze           | Deutschland                  | Abwehrspieler     | SSV Vorsfelde               | 07/2001–07/2004: Jugend 07/2004–07/2006: U17 07/2006–07/2008: U19 |                                   | VfL Wolfsburg II            |       |
| Moritz Sprenger           | Deutschland                  | Abwehrspieler     | MTV Gifhorn                 | 07/2007–07/2010: Jugend 07/2010–07/2012: U17 07/2012–07/2014: U19 | Deutscher A-Junioren-Meister 2013 | VfL Wolfsburg II            |       |
| Sebastian Stolze          | Deutschland                  | Stürmer           | FC Rot-Weiß Erfurt          | 01/2014–07/2014: U19                                              | U-19-Europameister 2014           | VfL Wolfsburg II            |       |
| Mirco Thiel               | Deutschland                  | Stürmer           | TSV Helmstedt               | 07/1994–07/1995: U19                                              |                                   | VfL Wolfsburg II            |       |
| Tugay Uzan                | Turkei                       | Stürmer           | Hertha Zehlendorf           | 07/2012–07/2013: U19                                              | Deutscher A-Junioren-Meister 2013 | FC Union Berlin II          |       |
| Orhan Vojic               | Osterreich                   | Stürmer           | LASK                        | 07/2015–07/2016: U19                                              |                                   | VfL Wolfsburg II            |       |
| Massih Wassey             | Kanada                       | Mittelfeldspieler | Rot Weiss Ahlen             | 07/2005–07/2006: U19                                              |                                   | Preußen Münster             |       |
| Kevin Wolze               | Deutschland                  | Abwehrspieler     | SSV Vorsfelde               | 07/2002–07/2004: U17 07/2004–07/2006: U19                         |                                   | Bolton Wanderers U19        |       |
| Ramazan Yıldırım          | Deutschland                  | Abwehrspieler     | Eintracht Braunschweig      | 07/1993–07/1994: U19                                              |                                   | TuS Celle FC                |       |
| Sefa Yılmaz               | Turkei                       | Stürmer           | Tennis Borussia Berlin      | 07/2005–07/2007: U17 07/2007–07/2009: U19                         |                                   | VfL Wolfsburg II            |       |
| Oskar Zawada              | Polen                        | Stürmer           | OKS Stomil Olsztyn          | 07/2012–07/2013: U17 07/2013–07/2014: U19                         | Deutscher A-Junioren-Meister 2013 | VfL Wolfsburg II            |       |